# 奧拉夫·哈拉爾松
奧拉夫·哈拉爾松（挪威語：Olav Haraldsson，約877年—約934年），挪威第一位國王金髮哈拉爾的兒子。
金髮哈拉爾死後，奧拉夫宣布自己為東挪威的國王，但隨後被同父異母的弟弟血斧埃里克打敗。根據挪威列王傳，他的兒子是特里格維·奧拉夫松，奧拉夫一世的父親。